# 拉维什·库马尔 (大使)
拉维什·库马尔（英語：Raveesh Kumar，1971年1月26日—），印度外交官，現任印度駐捷克大使，曾任印度驻芬兰兼駐愛沙尼亞大使、印度外交部發言人、印度駐法蘭克福總領事等職務。

## 经历
拉维什·庫馬爾出生於1971年1月26日，曾就讀於新德里的德里公立學校，並在德里大學漢斯拉傑學院取得歷史學榮譽學士學位。
庫馬爾大使於1995年加入印度外事服务，並於1997年開始在印度駐印尼雅加達大使館開始其外交生涯。隨後，他被派往不丹廷布，先後擔任二等祕書和一等祕書，負責發展援助項目。2004年至2007年期間，他在新德里東亞司擔任負責日本和韓國的官員。之後，他被派往英國倫敦擔任政治參贊，負責雙邊政治關係和與英國議會的互動。2010年9月至2013年8月擔任駐印尼使團副團長，2013年9月2日至2017年7月擔任印度駐法蘭克福總領事。2017年7月至2020年4月期間擔任印度外交部發言人及對外宣傳司聯秘。
2020年7月17日至2024年6月27日。任印度駐芬蘭兼駐愛沙尼亞大使。
2024年1月11日，庫馬爾被任命爲印度駐捷克大使。2024年6月27日出任駐捷克共和國大使，7月8日遞交國書。

## 个人生活
庫馬爾能流利使用印尼語。他的妻子蘭賈娜·拉維什（Ranjana Raveesh）是一位管理顧問，兩人育有兩個兒子。